# Roque Benjamín Fernández
Roque Benjamín Fernández (Córdoba, 30 de abril de 1947) es un economista y político de Argentina. Es actualmente el director del Fondo para la Promoción de la Investigación de la Universidad del CEMA. Fue ministro de Economía durante la presidencia de Carlos Menem.

## Trayectoria
Se recibió de Contador Público en la Universidad Nacional de Córdoba y posteriormente se doctoró en economía en la misma universidad en el año 1972. En 1973 obtuvo una beca de la Fundación Ford y en 1975 obtuvo un doctorado en economía en la Universidad de Chicago. En 1981 obtuvo su licenciatura en Economía en la Universidad Nacional de La Plata.y en 1985 su doctorado en economía en el Instituto de Tecnología de Massachusetts.
Vuelve a la Argentina y desde 1978 estuvo a cargo de la cátedra de Teoría Monetaria y en la actualidad es Profesor Titular de Análisis Macroeconómico I ha publicado artículos en la American Economic Review, Journal of Political Economy y en otras publicaciones de alcance internacional, así como más de cincuenta artículos en diarios y revistas especializadas.Ha centrado su investigación en las áreas de Sistemas Financieros en Economías en Desarrollo; Endeudamiento Mundial y Crisis Financiera.
Si bien en su juventud simpatizó con el Frente de Izquierda Popular.Desde 1978 estuvo a cargo de la cátedra de Teoría Monetaria y en la actualidad es Profesor Titular de Análisis Macroeconómico I del MAE en la Universidad del CEMA. 
Trabajó para la OEA, el Banco Mundial y el FMI, fue vicepresidente del Banco Central de la República Argentina y titular de la entidad, desde el 5 de febrero de 1991 al 4 de agosto de 1996 en el Ministerio de Economía. Para esa época, el entonces presidente Carlos Menem, estaba cansado de sus peleas con Cavallo y el aumento del desempleo, lo designa ministro de Economía, cargo que ocuparía desde el 6 de agosto de 1996 hasta el final del mandato de Menem el 10 de diciembre de 1999.

### Banco Central
Designado Presidente del Banco Central contó con el apoyo y unanimidad del Congreso y el respaldo del sector bancario. Una de sus primeras medidas fue disponer que el 100 % de la base monteraria en circulación estuvieran respaldados por reservas en divisas del Banco Central, limitó que el Estado emitiera moneda para cubrir sus gastos, estas medidas permitieron detener la inflación y estabilizar la economía. El plan consistió en que el Banco Central debía mantener reservas en dólares por un valor mayor o igual a la base monetaria y mantener la equivalencia del peso de Argentina con el dólar estadounidense.
Las medidas lograron reducir la inflación que era en 1990 en 2314 % anual, disminuyó hasta llegar a valores cercanos al 5% mensual para 1993 en el último trimestre del año. La balanza de saldos en 1992 obtuvo un superávit extraordinario por primera vez en 10 años.

### Ministro de Economía

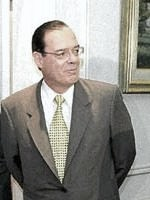
Fernández como ministro de economía.

Para 1996, cuando Roque Fernández aún era presidente del Banco Central, el principal tema de discusión pasaba por el índice de desempleo que en aquel entonces rondaba en el 17,1%. Sin embargo, en una reunión de la Asociación de Bancos de la República Argentina, el presidente del BCRA dejó clara su postura de que la solución no pasaba por generar un poco de inflación, devaluar la moneda, cerrar la economía u otorgar créditos de fomento.desde abril de aquel año establecía una paridad fija entre el Dólar y el Austral (reemplazado en 1992 por el Peso Convertible). Poco tiempo después, gracias a la acción de BCRA la Convertiblidad logró resistir los efectos de la crisis mexicana (1994-1995) y Roque Fernandez fue nuevamente reconocido como el piloto de la tormenta.
En julio de aquel año, considerando solicitó la renuncia al entonces Ministro de Economía Domingo Cavallo, quien venía ejerciendo el mismo cargo desde 1991. Los primeros candidatos a sucederlo fueron Roberto Alemann y Miguel Ángel Broda, aunque ambos rechazaron el ofrecimiento. Allí fue cuando uno de los directores del Banco Central, Predo Pou, recomendó a Roque Fernández, que en sus cinco años de gestión el BCRA había logrado dominar con éxito los ataques especulativos contra el régimen de Convertibilidad, producidos en febrero de 1991 y durante la crisis mexicana (1994-1995). Carlos Menem, aceptó la propuesta considerando que la designación de Fernández aseguraba el mantenimiento de la Convertibilidad y daba además una buena señal a los mercados financieros.Entre sus metas estaban controlar la inflación de precios mantener una moneda estable; combatir el desempleo y recuperar el equilibrio en las cuentas públicas.
Con el objetivo de reducir el déficit fiscal, el flamante Ministro anunció una serie de medidas. Sin embargo, a las pocas horas de su presentación, el propio Presidente dio de baja algunas de las medidas como la extensión del IVA a los libros, las revistas y a las escuelas que recibían subsidios del Estado. Poco después, Fernández también debió ceder en otras medidas como la ampliación de la edad jubilatoria de las mujeres cuya inclusión en el paquete de medidas fue rechazada por el Congreso.
En el segundo trimestre de 1996 el nivel de actividad económica registró un alza del 3,2%, tras doce meses consecutivos de recesión, lo que también se reflejó en una suba de la recaudación impositiva, dejando atrás los efectos de la crisis mexicana.
En enero de 1997, mediante un fallo de la Corte Suprema de Justicia estableció que la única movilidad válida sería la autorizada anualmente por el Congreso en la ley de presupuesto, dejando de esta forma sin efecto cualquier otro mecanismo indexatorio, incluyendo los fijados por leyes especiales. Se ratificaba además el tope de $ 3100 como jubilación máxima. Fernández asignó a este fallo tanta trascendencia como en su momento lo tuvieron las leyes de Reforma del Estado y de Convertibilidad. Ese mismo mes el Gobierno anunciaba el lanzamiento de un bono a 10 años en pesos por un valor de 500 millones de pesos/dólares, lo que según Fernández era una muestra de que los mercados financieros confiaban en la estabilidad económica de la Argentina.Las reformas estructurales, y la reducción de impuestos y aranceles junto a tratados comerciales que llevaron al Mercosur generaron un flujo de bienes e inversión al país y aumentaron las exportaciones. de los mercados domésticos y externos implicó la eliminación de un gran número de barreras internas e impuestos a las exportaciones, así como también la reducción de tarifas. Hubo también una fuerte rebaja en la volatilidad y varianza de las tarifas. Todas estas reformas produjeron un importante flujo de bienes al país, la reducción en las tarifas junto con la reducción de barreras condujeron a reducir los costos de producción, las exportaciones aumentaron rápidamente al nivel de 13.000 a 25.000 millones de dólares.Este período se desarrolló en el marco de la estabilidad y la expansión económica asociada. La expansión de la demanda agregada y el boom de consumo, generado por la estabilización del tipo de cambio y el flujo de capital extranjero hacia el país. de  y la señal estatal de televisión Canal 7, aunque estos últimos no lograron llevarse a cabo.
En la campaña para las elecciones legislativas de 1997 Roque Fernández habló de Golpe de  mediático" para referirse a la actitud de medios masivos de comunicación, principalmente los diarios Clarín y La Nación, habían tomado a favor de la Alianza opositora UCR-Frepaso. Según el ministro, la clase media estaba siendo "inundada" por una campaña mediática que distorsionaba la realidad y afirmaba que "los dueños de los medios dicen que su objetivo es el bien común, pero no es cierto: un medio no puede subsistir si no gana plata", el Presidente Carlos Menem tomó distancia de sus dichos.
En 1998 el Ministerio de Economía elevó un proyecto de reforma tributaria que incluía nuevamente la generalización del IVA, excluyendo los servicios de educación, la venta de libros escolares y culturales, los depósitos de plazo fijo y los productos de la canasta familiar. En contrapartida la alícuota de dicho impuesto se reducía del 21% al 18%. Otras medidas incluían la eliminación de los aportes patronales y la suba del 33 al 35% del impuesto a las ganancias que pagaban las empresas. Los objetivos de la reforma tendían a eliminar los impuestos sobre el trabajo, aumentando el salario neto de los trabajadores y bajando el costo laboral para las empresas. Además se buscaba mejorar el cumplimiento fiscal simplificando y ampliando la base imponible, privilegiando a los productos de la canasta familiar y a los bienes de capital por sobre otro tipos de consumos no esenciales.

## Otros antecedentes
- “Académico de Número” Academia Nacional de Ciencias Económicas.
- Miembro del Consejo Directivo de UCEMA.
- Profesor Titular Cátedras de Macroeconomía en Licenciatura y Posgrado. Universidad UCEMA.[cita requerida]
- Miembro del Consejo Académico, Universidad de San Andrés, Buenos Aires, desde 1988.

## Publicaciones
- “Crecer en Libertad: Ensayos en Economía Política” (Ed. El Cronista) y Co-Autor de “Inflación y Estabilidad” (Ed. Macchi).